# روبرت جيلارد
روبرت جيلارد ولد في 8 أبريل 1909 بسانتس في شارنت ماريتيم وتوفى في 19 أبريل 1975 بنيس. وهو كاتب فرنسي، وحاصل على جائزة رينودو الأدبية عام 1942.